# Niemals ohne sie

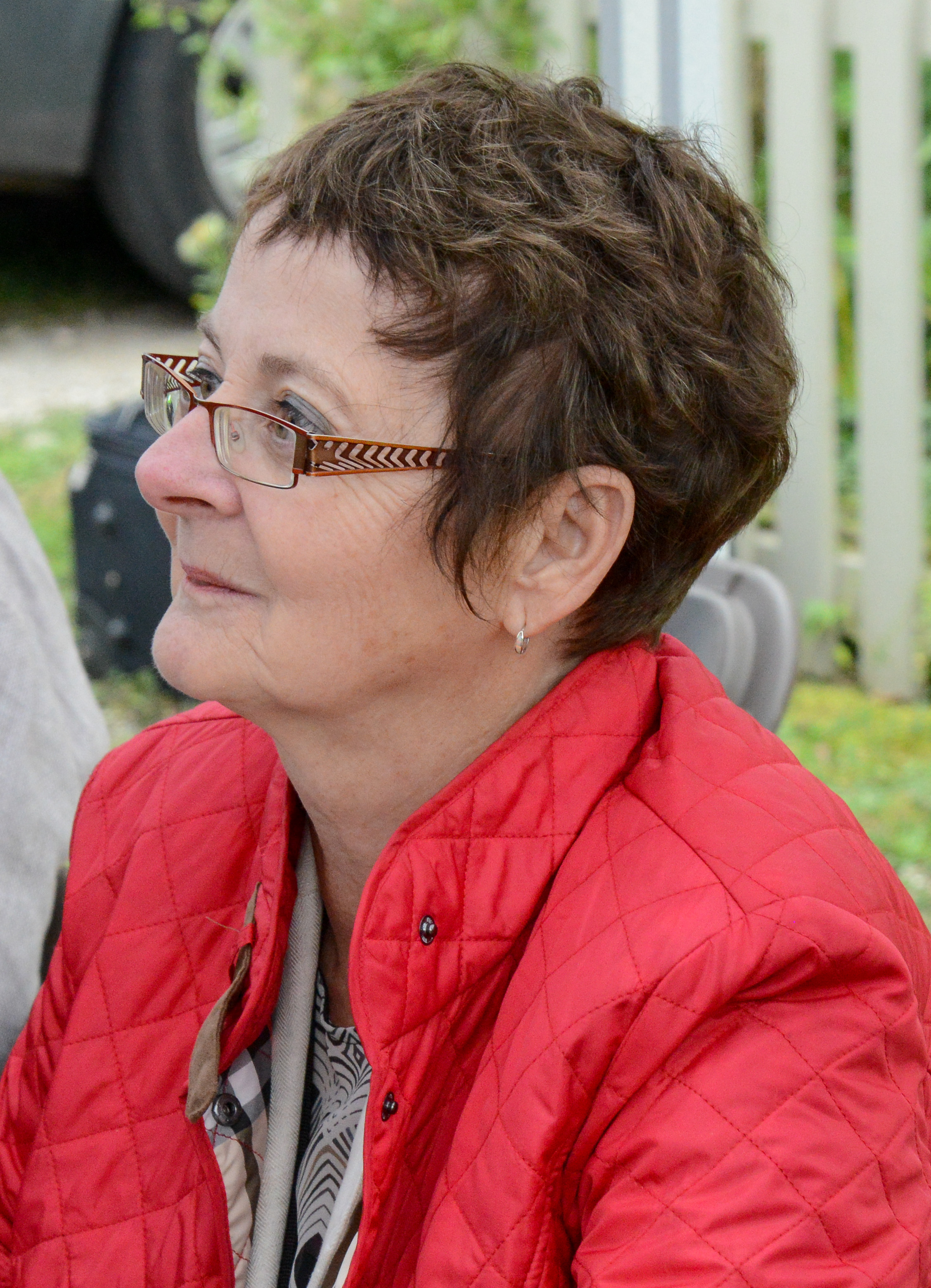
Jocelyne Saucier auf dem Eden Mills Writers' Festival, Guelph 2015

Niemals ohne sie ist ein Roman der kanadischen Autorin Jocelyne Saucier. Er erschien zuerst 1999 auf Französisch unter dem Titel Les héritiers de la mine (Die Erben der Mine) und wurde 2019 von Sonja Finck und Frank Weigand ins Deutsche übersetzt. Er handelt von einer Großfamilie in Quebec, deren Kinder sich in den 1960er Jahren nach einer unterirdischen Explosion in alle Welt zerstreuen.

## Aufbau
In sieben Kapiteln beschreiben sechs der 20 erwachsenen Kinder ihr gemeinsames Aufwachsen und ein Unglück in einer Mine unter Tage. Den Ort nennen sie Norco, eine Abkürzung für „Northern Consolidated“, den fiktiven Minenbetreiber NorCo.
Die 7 Kapitel sind durch den Seitenumbruch getrennt. Der Leser erkennt den Sprecher auf der ersten Seite eines Kapitels. Die Kinder titulieren sich untereinander mit Spitznamen, nur die Eltern sprechen sie mit ihrem Taufnamen an. So tragen viele Kinder zwei verschiedene Namen im Buch. In einer Rahmenhandlung treffen Kinder und Eltern, drei Jahrzehnte nach der Auflösung der Familie, auf einem Kongress kanadischer Erzsucher im Jahr 1995 erstmals wieder zusammen.

## Matz, Denis, S. 7–32
Matz, der Jüngste, bekam seinen Spitznamen, weil er als Schwächling galt. 1995 erinnert er sich an seine Kindheit, gleich neben dem Schacht zum Erzabbau, einer Zinkmine. Eines der Geschwister passte immer auf ihn auf, damit er bei den wilden Abenteuern im Gelände nicht verloren ging. Am deutlichsten erinnert er, dass die Kinder sich in einem krassen Gegensatz zu den übrigen Bewohnern des kleinen Ortes sahen, welche sie „Landeier“ nannten.
Matz berichtet, dass Geronimo mit 13 oder 14 Jahren vom Vater in die Erzsuche eingeführt wird. Der Vater macht sich für die Kinder rar, er lebt einzig für die Erkundung der Erze und für seine Steinsammlung im Keller. Die wenigen Momente, in denen er mit einem Kind gesprochen hat, erinnert es für lange Zeit. Geronimo ist die Ausnahme, denn ihn führt der Vater gründlich in die Erzkunde ein.
Auf dem Kongress 1995 wird die Erinnerung jedes Kindes wachgerufen. Der Vater soll feierlich eine Medaille bekommen, er ist 81 Jahre alt, die Mutter 87 Jahre. Matz fragt jetzt am lautesten nach der Vergangenheit. Die übrigen Kinder spüren auf verschiedene Weise ein Missbehagen, weil sie nur 20 an der Zahl sind. Warum das 21. Kind verschwand, ist das Thema des Romans.

## Jeanne d’Arc, Émilienne, S. 33–68
Sie ist die älteste der Töchter. Sie will das Geheimnis, das die Familie zerrissen hat, so lange wie möglich verbergen, insbesondere vor dem neugierigen Matz. Er wird uns keine Ruhe lassen. Aber keine Angst, niemand hat es ihm gesagt. (S. 66)
In der Familie erfüllte sie damals die Aufgabe, die Neugeborenen zu versorgen, und zwar seitdem sie selbst sechs Jahre alt gewesen war. „Ihre“ ersten solchen Babys waren die Zwillinge, die Mädchen Tommy und Angèle. Auch war sie stark in die übrige Hausarbeit eingespannt.

„Sie (die Mutter) liebte uns. Man brauchte nur die zärtlichen Blicke zu sehen, mit denen sie ihre Babys betrachtete, bevor sie sie mir anvertraute. Doch ihre Liebe kam nicht gegen die Hektik an, mit der sie in die Küche stürzte. Sie vergaß das Baby, vergaß uns alle, einen nach dem anderen, jeden Einzelnen von uns, wegen der kopflosen Liebe, die sie für uns alle empfand, für die Gesamtheit ihrer Kinder.“

Jeanne d’Arc will jetzt endlich die Rätsel um ihre Eltern lösen, besonders das um den Vater. Er verbarg damals seine Persönlichkeit, indem er von Erzen und Steinen wie besessen war. Auch ihre Mutter war ihr ein Rätsel, so, wie sie ganz in der Tätigkeit des Kochens aufging.
Jeanne d’Arc trauert der alten Zeit nach, sie sieht ihre Familie vom Schmerz um die verschwundene Schwester gezeichnet. Sie meint, die Mutter weiß nichts von der Fehlenden.

## Tommy, Carmelle (1), S. 69–115
Tommy ist eines der beiden eineiigen Zwillingsmädchen; die verschwundene Angèle war die andere.

„Wir waren fünf Jahre alt, als die McDougall und ihr aufgedunsener Ehemann ihre stinkenden Füße in unser Haus setzten. Ich werde den Tag nie vergessen. Sie brachten unsere Seifenblase zum Platzen, sie sind schuld daran, dass Angèle und ich uns voneinander zu unterscheiden begannen.… Sie (die Frau) bleckte die Zähne, gelbe Hexenzähne, und ließ uns nicht aus den Augen. Angèle und ich saßen am anderen Ende des Tisches, weshalb der giftige Blick der Hexe niemandem entging.… Wir waren uns so nah, wir waren einander so tief verbunden, wie hätte ich da ahnen können, dass du dich, während ich meine Krallen schärfte, widerstandslos von der McDougall verschlingen ließt?“

Tommy teilte sehr lebhaft ihre Gefühle mit dieser Schwester, auch wenn die bisweilen weiter entfernt lebte, es gab eine Gedanken- und Gefühlsübertragung zwischen den beiden, und so hatte sie auch den Tod Angèles so unmittelbar gefühlt, als stünde sie daneben. Heute hasst sie die Geheimnisse darum. Sie fühlt sich aber auch nicht dazu berufen, als erste den Schleier zu lüften. Tommy hat die älteste Schwester als herrschsüchtig in Erinnerung, vor allem, weil die sie gezwungen hatte, am Tag der Explosion in die Rolle der Zwillingsschwester zu schlüpfen, um die Dorfbewohner in die Irre zu führen. Bis heute fühlt sie manchmal Angèles Gegenwart, ihren „Schatten“, wie durch Telepathie.
Die Zwillinge waren seinerzeit recht unterschiedlich gewesen, etwa in dem, was sie vom Leben erwarteten. Angèle reiste in den Ferien öfters zu den reichen McDougalls nach Montréal und besuchte später auf deren Kosten eine höhere Schule. Sie kleidete sich gern in teure Kleidung, Rüschenkleider, und das sogar in Norco, woraufhin einige Brüder, vor allem Geronimo, sie mobbten und sie zwangen, sich darin schmutzig zu machen. Die beiden Mädchen sprachen auch oft darüber, was „Glück“ und „Schönheit“ für sie bedeuteten.

## El Torro, Lucien, S. 116–137
El Torro war zum Zeitpunkt der Explosion 13 Jahre alt. Er erinnert sich ziemlich genau an die Täuschung, welche damals in Szene gesetzt wurde. Bald danach wurde ihm klar, dass Angèle getötet worden war. Seine Gedanken schweifen zurück zum Tag vor dem Unglück, als der Vater einen Bruder aus Anlass seines Geburtstags dabei anleitete, wie Dynamit zu handhaben ist. Alle Kinder waren angereist, zum letzten Mal gab es die beliebten Diskussionen in großer Runde. In der Rückblende hebt auch El Torro die Gräben hervor, welche seine Familie von „den anderen“ im Dorf trennten: wir strebten nach absoluter Erfüllung, nach kompromissloser Wahrheit, die Landeier dagegen wollten nur ihre Jobs haben.

## Der Patriarch, Émilien, S. 138–184
Émilien ist das älteste Kind. Nach Australien ausgewandert, wird ihm immer klarer, dass sein Leiden an der Familie ihn an das andere Ende der Welt getrieben hat. Ich sagte mich von meiner Familie los. (S. 139) Schließlich landete er in einer aufgelassenen Minenstadt, Kalgoorlie-Boulder, mit dem Gefühl, nach Hause gekommen zu sein. Als die Mine Mount Charlotte den Betrieb einstellte, blieb eine Geisterstadt übrig, umgeben von den gleichen armseligen Bergarbeitersiedlungen, wie Norco eine gewesen war. Seine Flucht aus Kanada war vergeblich gewesen; überall würde ihm Tommys von Schmerz gequältes Gesicht begegnen, wie er es bei ihrer „Flucht“ aus Norco erinnert.
Im Rückblick auf sein gestrandetes Leben, er ist zum Glücksspieler geworden, äußert Émilien sich über den Familienvater Albert. Er war eher ein Gelehrter als ein Waldläufer. Albert kommt zu Wort: wie er als erster die Zinkmine entdeckt hat und dann von der Firma NorCo finanziell reingelegt worden ist. So wortkarg er zu Hause war, so gesprächig war er im Wald. Für die Kinder war er ein Held. Erst recht nach der Stilllegung der Mine wuchs in ihnen eine unbändige Wut, die sich vor allem gegen die übrigen Bewohner der Boomtown richtete, Menschen, die genauso arm waren wie wir. Geronimo wurde zum Anführer des Kampfes gegen die Dörfler. Die Kinder lieferten sich auch untereinander heftige Machtkämpfe, es ging um ihre Rangordnung und um kleine Privilegien.
Nachdem der Vater von NorCo betrogen worden war, hatte er auf eigene Faust im Stollen Gesteinsschichten erkundet und war dabei auf Gold gestoßen. Das hatte er dann jahrelang abgebaut und illegal vermarktet.

## Geronimo, Laurent, S. 185–225
Geronimo arbeitet als Chirurg weltweit auf Kriegsschauplätzen. Er weiß, dass er dem Albtraum ausweichen will, der ihn wegen Angèles Tod heimsucht, und dass er vor seiner Familie flüchtet. In der Rückblende denkt er daran, wie er eines Tages mit Angèle in den Stollen gegangen ist, für sie zum ersten Mal. Er wollte ihren Willen brechen, zum Kern ihres Widerstands gegen die rauen Sitten unter den Geschwister vordringen. Zwanzig Jahre danach kam er erstmals wieder nach Norco, aber er empfand nichts als inneren Aufruhr. Er besuchte den Bruder Tim. In dessen armseliger Waldhütte kam Geronimo zur Ruhe. Sie sprachen über die Zeit nach der Explosion: Norco war bald zu einem toten Ort geworden, wie jede aufgelassene Boomtown. Geronimo denkt daran, wie er Tommy nach der Explosion veranlasst hatte, unter den Augen der verhassten Landeier so zu tun, als sei sie Angèle. Jedoch nach kurzer Strecke hatte sie an der überdachten Brücke die Weiterfahrt verweigert und stieg aus. Was Angèle allerdings in den Schacht geführt hatte, ahnen die beiden Brüder, die dort ebenfalls anwesend waren, nicht.
Jedenfalls fühlt Geronimo sich dafür schuldig, dass er Angèle einmal mit in den Schacht genommen hatte. Alleine wäre sie niemals imstande gewesen, dorthin zu gelangen, meint er.

## Tommy, Carmelle (2), S. 226–254
Tommy empfindet den Saal, in dem die Erzsucher heute ihren Vater ehren, wie ein Gefängnis, weil sie hier ihren Geschwistern nicht ausweichen kann. Matz hält die Spannung nicht mehr aus und irritiert die Runde, als er Tommy mit „Angèle“ anredet. Die Provokation klappt, die Mutter belehrt ihn, dass diese im Schacht zu Tode gekommen ist. Die Mutter gibt uns die Wahrheit zurück. Sie bittet Carmelle, jetzt den Hergang zu schildern. Jeanne d’Arc ist das gar nicht recht, hatte sie doch die Abfahrt der verkleideten „Angèle“ erzwungen. Tommy geht so weit, innerlich Jeanne d’Arc die Schuld am Tod zu geben (S. 237). Das alte Tabu lastet schwer auf ihr. Sie hatte das Sterben ihres Zwillings auf eine Weise erlebt, als wäre sie selbst im Stollen gewesen, sie hatte ebenfalls geschrien, als Angèle vor Angst schrie.
Niemand außer Tommy versteht, warum Angèle in die Mine gegangen ist. Ein krasser Gegensatz hatte ihr Leben bestimmt, einerseits gab es diese reichen Fremden in Montréal, andererseits den Zusammenhalt in ihrer Unterschichts-Familie. Sie hatte gehört, wie wichtig es für Geronimo und Tim gewesen war, dass der Schacht unzugänglich gemacht wird, um den räuberischen Goldabbau für immer zu verbergen.
Am Wendepunkt hatte Angèle mit gewählten Worten darum gebeten Ich möchte, dass niemand mir den Platz wegnimmt, anstatt die übliche scherzhafte Floskel aufzusagen. Das hieß im übertragenen Sinne auch, niemand möge ihre Stellung unter den Geschwister in Frage stellen. Doch diese schwiegen eisern, auch Tommy, die sich deshalb bis heute schuldig fühlt. Ihre Zwillingsschwester sah sich in der Runde allein gelassen, sie ging hin und brachte den Schacht zum Einsturz. Die beiden Brüder waren zwar nahe daran gewesen, hatten aber die Explosion nicht ausgelöst. Geronimo befand sich im Irrtum. Angèle hat sich auf dem Altar der Familie geopfert.

## Historisches
Der Schauplatz des Romans, Norco genannt, heißt heute Barville, ein abgelegener Teil der Ortschaft Barraute, nördlich von Val-d’Or. Die Mine hieß damals „Barvue“, es gab sowohl Tagebau als auch unterirdische Stollen. Barville liegt im Cadillac-Graben, auch Abitibi-Grünsteingürtel genannt, einer bekannten großen, sehr alten Gesteinsformation, die viele Erze enthält. Historische Vereine der Gegend haben wiederholt Bilder und Texte zum Erzabbau im Graben publiziert, viele Fotografien der Zeit sind online gestellt worden. Obwohl es auch heute noch einen gewissen Abbau gibt, ist sein Höhepunkt lange vorbei. Viele Orte teilen das Schicksal von „Norco“ als einer untergegangenen Boomtown. Bemerkenswert ist noch, dass heutzutage Firmen versuchen, aus der Analyse der damals gewonnenen Daten mittels moderner EDV solche Stellen zu finden, an denen eine Förderung wirtschaftlich ertragreich wäre, das betrifft vor allem Gold- und Silbervorkommen im gesamten Cadillac-Graben.
Von den zahlreichen Sujets auf Bildern aus Barville werden folgende im Roman angesprochen: die moderne Mittelpunkt-Schule (anstelle einer kleinen, alten Dorfschule, von der ebenfalls ein Bild existiert) sowie die überdachte Brücke, „Pont couvert de Barville“, über den Fluss Laflamme, an der Tommy das Auto verlässt, in das die Geschwister sie zur Tarnung verbracht hatten. Solche überdachten Brücken gibt es in ganz Kanada, vor allem im nördlichen Bereich mit viel Schnee, etliche sind auch noch in Betrieb. Es finden sich im Netz hunderte solcher Bilder. Die Überdachung diente vor allem dazu, dass die Brücke im Winter gefahrlos benutzt werden konnte und auch nicht unter einer Last von Eis und Schnee zusammenbrach. Außerdem hielten durch das Dach die Holzbohlen länger, welche die Fahrbahn bilden.
Der „Pont couvert de Barville“ wird bisweilen auch „St. Blaise“ genannt, da in der Gegend früher der Katholizismus die vorherrschende Weltanschauung gewesen ist.

## Auszeichnungen
- Prix France-Quebec, nominiert 2001

## Rezensionen
- Sieglinde Geisel: Der Traum von der radikalen Autarkie, NZZ am Sonntag, 25. August 2019, S. 10 (Belletristik)

## Würdigungen und Interpretationen
- Die tatsächliche Besonderheit des Romans besteht in einer Originalität der Handlung, in dem wirkungsvollen dramatischen Aufbau und in der schönen, lyrischen Ausdrucksweise. … Ich begnüge mich damit, diesen geistreichen Roman ohne jeden Vorbehalt zu empfehlen, so flüssig wie er geschrieben ist, so äußerst schön, man könnte ihn mit Gold aufwiegen. Stanley Péan, La Presse[3]
- Mit seiner "explosiven" Handlung, die zugleich ergreifend, komisch und tragisch ist, vergisst man die handelnden Personen nicht so schnell. "Les héritiers de la mine" ist ein großartiger Roman… Am Beispiel des Schicksals dieser Großfamilie erzählt die Autorin von Abitibi, ihrem ständigen Wohnort, von den Träumen der Familienmitglieder, und wie die Träume sich in Luft auflösen, von ihren betrogenen Arbeitern, von der rücksichtslos ausgeübten Macht multinationaler Konzerne, vom Verschwinden von Orten, von Familien, die sich selbst auslöschen. Ihre Protagonisten sind aus dem Stoff von Helden gemacht, sie haben das Zeug, allen Härten zu widerstehen; sie sind vielleicht nur Helden "vor Ort", aber ihr Kampf ist weltweit. Marie-Claude Fortin, Zeitschrift "Voir", 2000, Auszug.[4]
- Flott übersetzt haben … Sonja Finck und Frank Weigand, die angesichts des Familien-Idioms Erfindergeist belegen. Auch wenn manche Passage etwas viel erklärt und die Autorin ordentlich dick aufträgt: Saucier gelingt es, dem Leser erst ein freches, freies Leben vorzugaukeln und ihn dann schrittweise in dessen finsteres Herz zu führen – ein grandioser Höllenritt, der Neugier auf mehr schürt. Bender, FAZ[5]
- Ein Roman um ein Unglück, dessen Rätsel erst ganz am Ende gelöst wird … Sie erzählen retrospektiv von ihrer Kindheit … Wie in "Ein Leben mehr" … bedient sich Saucier auch in "Niemals ohne sie" einer packenden Sprache, die den Leser unweigerlich in eine erdverbundene, wilde, zärtliche und stellenweise sehr brutale Welt zieht. Damit erzeugt sie Spannung bis zur letzten Seite. Josef Braun: Jocelyne Saucier und die kanadische Wildnis, in Kreuzer "Logbuch", Beilage zur Leipziger Buchmesse, März 2019, S. 40[6]
- Die Rahmenerzählung erinnert leicht an „Das Rätsel des begrenzten Täterkreises“ (sc. in vielen Kriminalromanen,[7]). Genauso wie die Geschichte des Cardinal-Clans, bildet das Hotel (sc. des Familientreffens) ein „Labyrinth von Fluren und Vorspiegelungen“ …, sodass der Leser erwartet, dass bald eine Leiche aufgefunden wird. Der Roman entwickelt sich in fesselnder Weise mit Hilfe von sechs Cardinal-Stimmen, und in Mullins Übersetzung präsentiert sich jede dieser sechs Stimmen auf eine besondere Art, mit kleinen Unterschieden in Ton und Stil, wodurch sich unterschiedliche Blickwinkel und Persönlichkeiten zeigen. Das Rätsel, das im Zentrum des Romans steht, gerät schrittweise in den Blick…, was zu einem spannungsreichen Erzählfluss führt… Deshalb ist es enttäuschend, dass das 7., das letzte Kapitel, am stärksten bemüht wirkt. Wie Hercule Poirot bei Agatha Christie kann Saucier es sich nicht versagen, alle Figuren in einem Schlussakt zu versammeln, um die schon längst geahnte Wahrheit zu enthüllen. Auch wenn viele Leser diesen Schluss wohl begrüßen, wirkt der ganze Aufbau dadurch in untypischer Weise melodramatisch. Die „Moral von der Geschicht“ ist ziemlich dick aufgetragen.[8] Zum Glück wird diese Schwäche aber aufgewogen von den vielen Stärken des Romans.[9]
- "Ich glaube, wir hatten der ganzen Welt den Krieg erklärt," erinnert sich Tommy... (An Angèle) erleben wir das Drama des begabten Kindes, das darin besteht, dass das Kind entweder sich selbst oder die Familie verraten muss... Alles ist hier überlebensgroß, denn Jocelyne Saucier erschafft einen mythischen Raum, mitsamt dem abgrundtiefen Humor, der zum Mythos gehört. Es ist der Ur-Mythos Nordamerikas, den Saucier in ihren Romanen weiterschreibt. Ihre Figuren träumen den Traum von der radikalen Anarchie in der "wilderness", abseits der Zivilisation. (Im Buch)...sagen die Cardinals: "Wir sind wie niemand sonst, wir haben uns selbst erschaffen." ... Sie haben sich verstrickt in ein Gespinst aus Lügen, Verantwortung, Schuld und "tonnenschwerem Schweigen".[10]
- Dieser brennende Norden: Zwei Bücher von Jocelyne Saucier, von Petr Kyloušek. Die zwei Romane Les héritiers de la mine und Il pleuvait des oiseaux spielen beide in Abitibi und im Norden Ontarios. Beide thematisieren mörderische Feuer, und in beiden Fällen dient das Feuer als ein Symbol, (als ein) gleichsam religiöses Bild. Der Begriff "Feuer" ist in verschiedener Weise ein Strukturelement beider Romane.[11]

## Ausgaben
in Deutsch
- Übers. Sonja Finck, Frank Weigand: Niemals ohne sie. Roman. Insel Verlag, Berlin 2019
  - Hörbuch: Niemals ohne sie. Random House Audio, 2019, 370 min. (Ungekürzt) Stimmen Devid Striesow, Claudia Michelsen, Anna Thalbach, Sabin Tambrea, Robert Stadlober, Benno Fürmann

in Fremdsprachen
- Original: Les héritiers de la mine. Éditions XYZ, Montréal 1999 (häufige Neuaufl.); Gallimard-Denoël, Paris 2015 u. ö.
  - Übers. Rhonda Mullins (engl.): 21 Cardinals. Coach House, Toronto 2015. Im Wettbewerb bei Canada Reads/Le combat des livres, 2015

## Notizen
1. ↑  Auch Julienne genannt
2. ↑  Hier, Nr. 61-01-04
3. ↑  Le véritable intérêt de "Les héritiers de la mine" réside dans l’originalité de l’intrigue, l’efficacité de la construction dramatique et la beauté lyrique du style.… Je me bornerai donc à vous recommander sans réserve ce roman inspiré, à l’écriture fluide et fort belle, qui vaut son pesant d’or.
4. ↑  Avec son histoire explosive, poignante, drôle et tragique, ses personnages qui ne se laissent pas oublier, Les héritiers de la mine est un roman d’envergure… À travers le destin de cette grande famille, l'auteure parle de l'Abitibi, ou elle habite toujours, et de ses rêves émiettes, de ses travailleurs floués, du pouvoir aveugle des grandes multinationales, de la disparation de villages, des familles qui se déciment. Ses protagonistes ont l'étoffe des héros, ils son taillé pour résister aus rigueurs; ce sont des héros "locaux", peut-être, mais leur combat est universel. Die Zeitschrift "Voir. Magazine culturel" erschien in Kanada zuletzt im Druck im Februar 2019, mit Ausgaben für Montréal und für Quebec; seitdem gibt es eine Internet-Ausgabe. Rezension von Fortin, frz.
5. ↑  Ausschnitt aus der Rezension von Niklas Bender: Nach Gold suchen und es ab und zu krachen lassen. Ein anarchischer Familienclan mischt die kanadische Wildnis auf. FAZ, Literatur und Sachbuch, 9. April 2019
6. ↑  Kreuzer Leipzig 2019
7. ↑  vgl. englische Wikipedia: "Closed circle of suspects"
8. ↑  Die Rezensentin ist sich unsicher, ob das evtl. an der Übersetzung liegt, da sie nur die englische Fassung kennt.
9. ↑  Tina Northrup: Doppelrezension Immoderate Families, in Canadian Literature - Littérature canadienne, CanLit, Schwerpunktheft Emerging Scholars. #226, Herbst 2015, S. 156 - 157 engl. online
10. ↑  Sieglinde Geisel, NZZ am Sonntag, 25. August 2019, S. 10
11. ↑  Deux romans de Jocelyne Saucier, Les héritiers de la mine (1999) et Il pleuvait des oiseaux (2011), sont situés dans l’Abitibi et le nord de l’Ontario et les deux se placent sous le signe d’un feu meurtrier. Dans les deux cas, le feu prend une valeur symbolique, sous-tendue de l’imaginaire religieux. La thématique est examinée comme élément structurant à différents niveaux de la narration. Der Autor betrachtet auch die Explosion als ein Feuer. Quelle, print: This North on Fire: Les héritiers de la mine and Il pleuvait des oiseaux by Jocelyne Saucier. In: Beyond the 49th Parallel: Many Faces of the Canadian North / Au-dela du 49e parallele: multiples visages du Nord canadien. CACS/AEEC Masarykova univerzita, Brno 2018, ISBN 9788021091924, S. 97-107